# Helena Benaouda
Helena Benaouda (født 22. maj 1959 i Haukipudas, Finland) er talsmand for Sveriges muslimske råd.
I danske sammenhænge blev hun kendt efter hendes svigersøn, den 29-årige mand omtalt som MA, blev anholdt og sigtet i forbindelse med terrorsagen mod Jyllands-Posten i december 2010.
Helena Benaouda, født Fagerdin, stammer fra Haukipudas ved Rovaniemi i Finland. 
Hun flyttede i 1979 til Sverige og har studeret sociologi, idéhistorie og økonomi.
I juli 1999 døde hendes mand i en drukneulykke.
Hendes datter, Safia, er sammen med Safias mand MA to gange blevet fængslet i udlandet. 
Første gang i 2007 i Addis Abeba, Etiopien.
Helena Benaouda iværksatte kampagnen, Release My Child, i medier og på Internettet for løsladelse af datteren.
Safia berettede om tortur i fængslet. Hun var da gravid.
Ifølge organisationen CagePrisoners var der tale om et af CIA's hemmelige fængsler.
Anden gang Helena Benaoudas datter og MA blev fængslet var i 2009 i Pakistan omkring Dera Ghazi Khan og ifølge pakistanske myndigheder var de på vej til Waziristan.
Dera Ghazi Khan er området omkring de pakistanske kernevåbenlagre og Safia og MA var i en gruppe på 12 personer da de blev pågrebet. 
I gruppen var også Mehdi Ghezali der har siddet to et halvt år fængslet i Guantanamo. 
I gruppen var også Helena Benaoudas to-årige barnebarn.